# Торож, Арно де
Арно́ ле Торо́ж (Арнау де Торроха, кат. Arnau de Torroja) — арагонский рыцарь, Великий магистр ордена тамплиеров в 1180—1184 годах.

## Ранние годы
Дата рождения Арно не отражена в источниках, но известно, что на момент своей смерти он был очень стар, а Великим магистром ордена тамплиеров был избран, когда ему уже было более 70 лет. Он служил ордену в течение многих лет (с октября 1166 по март 1181) и был главой тамплиеров в Арагоне и Провансе.

## Военная карьера

### Реконкиста
Военная карьера Торожа была связана в основном с Реконкистой — борьбой Арагона и Португалии с мусульманами. Его избрание Великим магистром ордена тамплиеров было обусловлено не только богатым военным и административным опытом, накопленным Торожем в ходе Реконкисты, но и тем, что он до того не был втянут в распри внутри Иерусалимского королевства. Он стал новым главой ордена в 1180 или 1181 году.

### Отношения с госпитальерами
Во время правления Арно де Торожа пика своего могущества достигли рыцари-госпитальеры. Два ордена соперничали друг с другом, однако в условиях мощной мусульманской угрозы это соперничество сглаживалось. Магистры двух орденов встретились для переговоров при посредничестве папы Луция III и короля Балдуина IV и уладили противоречия между собой. Торож в этих обстоятельствах проявил себя как искушённый дипломат. Он также провел успешные мирные переговоры с Саладином после набегов Рено де Шатийона на Трансиорданию.

### Посольство в Европу
В 1184 году Торож вместе с патриархом Иерусалимским Ираклием и магистром госпитальеров Роже де Муленом отправился в Европу, чтобы собрать пожертвования для пополнения казны Иерусалимского королевства. Они планировали посетить Италию, Англию и Францию, но Торож в пути заболел и умер в Вероне 30 сентября 1184 года, где вёл переговоры с императором Фридрихом Барбароссой и папой Луцием III. Новым магистром был избран Жерар де Ридфор.